# Браво, Серхио
Се́рхио Бра́во Марти́нес (исп. Sergio Bravo Martínez; 27 ноября 1927, Мехико — 9 апреля 1997) — мексиканский футболист, игравший на позиции защитника, участник чемпионата мира 1954 года.

## Биография

### Клубная карьера
Браво начал карьеру в клубе «Реал Эспанья», за который играл в течение трёх сезонов.
В 1950 году «Реал Эспанья» был расформирован и Браво стал игроком клуба «Леон», в котором прошла основная его футбольная карьера. В составе этой команды Браво выиграл два чемпионских титула, Кубок Мексики 1958 года, а также трофей Чемпион чемпионов Мексики, выигранный в 1956 году.
В период игровой карьеры Браво считался одним из лучших центральных защитников в истории мексиканского футбола. Браво завершил карьеру игрока в январе 1964 года в возрасте 37 лет; последним матчем для Браво в карьере стал матч чемпионата с «Ирапуато», закончившийся со счётом 1:1.

### Карьера в сборной
В составе сборную Мексики принимал участие на чемпионате мира 1954 года, но на турнире на поле так и не вышел. Всего за сборную Мексики сыграл 11 матчей, в которых не отметился забитыми мячами.

### Смерть
Скончался 9 апреля 1997 года в возрасте 69 лет.

## Достижения
«Леон»
- Чемпион Мексики (2): 1951/52, 1955/56
- Обладатель Кубка Мексики (1): 1957/58
- Обладатель трофея Чемпион чемпионов Мексики (1): 1956